# Buřňák Huttonův
Buřňák Huttonův (Puffinus huttoni), též buřňák maorský, je trubkonosý mořský pták z početného rodu Puffinus. Domovinou druhu jsou novozélandské a australské oceánské vody, hnízdí však pouze v jediné oblasti, a sice v alpínském prostředí (1200–1800 m n. m.) prudkých svahů pohoří Kaikōura na východě Jižní ostrova Nového Zélandu. Ještě v roce 1965 bylo zdokumentováno 8 kolonií těchto ptáků, nicméně 6 z nich zaniklo následkem nepůvodních zdivočelých prasat, která rozrypala kolonie i lokální vegetaci, která bránila prudké křehké svahy proti erozi. V roce 2005 byla místními spolky založena nová kolonie na poloostrově Kaikōura.

## Systematika
Druh poprvé popsal Gregory Macalister Mathews v roce 1912. Následující desetiletí však o buřňácích Huttonových nebyly žádné zprávy a na povrch pronikaly jen nepřímá svědectví místních farmářů o norách mořských ptáků v horských oblastech Kaikōury. Teprve v roce 1965 Geoff Harrow znovu objevil buřňáky Huttonovy v kaikōurském horském pásmu. Během následujícího rozsáhlé průzkumu bylo nalezeno celkem 8 kolonií buřňáků Huttonových, z nichž se dochovaly do 21. století pouze dvě, ostatní byly zničeny řáděním zdivočelých prasat. Druhové jméno druhu bylo vybráno k uctění památky Fredericka Huttona, významného novozélandského přírodovědce. Maorské jméno druhu zní kaikōura tītī.
Druh se řadí do početného rodu Puffins, který sdružuje kolem dvacítky menších buřňáků. Nejbližšími příbuznými buřňáka Huttonova jsou buřňák třepetavý (Puffinus gavia) a vyhynulý Puffinus spelaeus.

## Popis

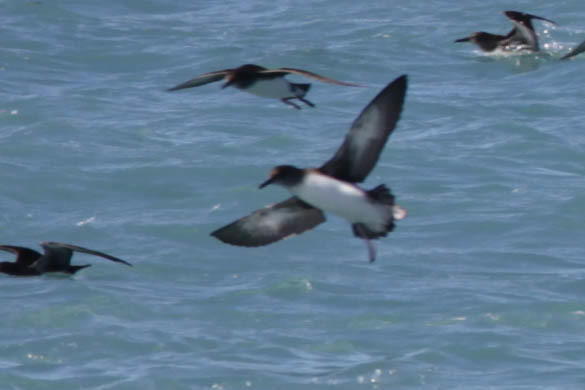
Buřňák Huttonův na moři

Buřňák Huttonův je malý až středně velký trubkonosý pták s délkou těla kolem 36–38 cm a rozpětím křídlem 72–78 cm. Váha se pohybuje kolem 365 g. Zobák je dlouhý 32–39 mm, v průměru 36 mm.
Svrchní část těla je převážně hnědočerná. Na hlavě tmavá barva dosahuje až pod oko, odkud postupně světlá a ve střední části krku je opeření zcela bílé. Od spodních částí hrudi až po podocasní krovky je opeření jen bílé. Spodní části křídel jsou ve středních částech špinavě bílé, avšak kolem okrajů tmavnou a na konci ručních letek jsou zcela černé, stejně jako v oblasti malých krovek. Zobák je dlouhý, tenký a tmavě šedý. Duhovky jsou tmavé. Nohy jsou růžovohnědé s černými blánami. Za letu nohy vyčnívají za tělem.
Buřňák Huttonův je velmi podobný buřňáku třepetavému (Puffinus gavia), který je o něco menší, světlejší a s výrazněji bílou bradou, krkem a více bílým opeřením na spodní straně křídel.

## Biologie

### Rozmnožování

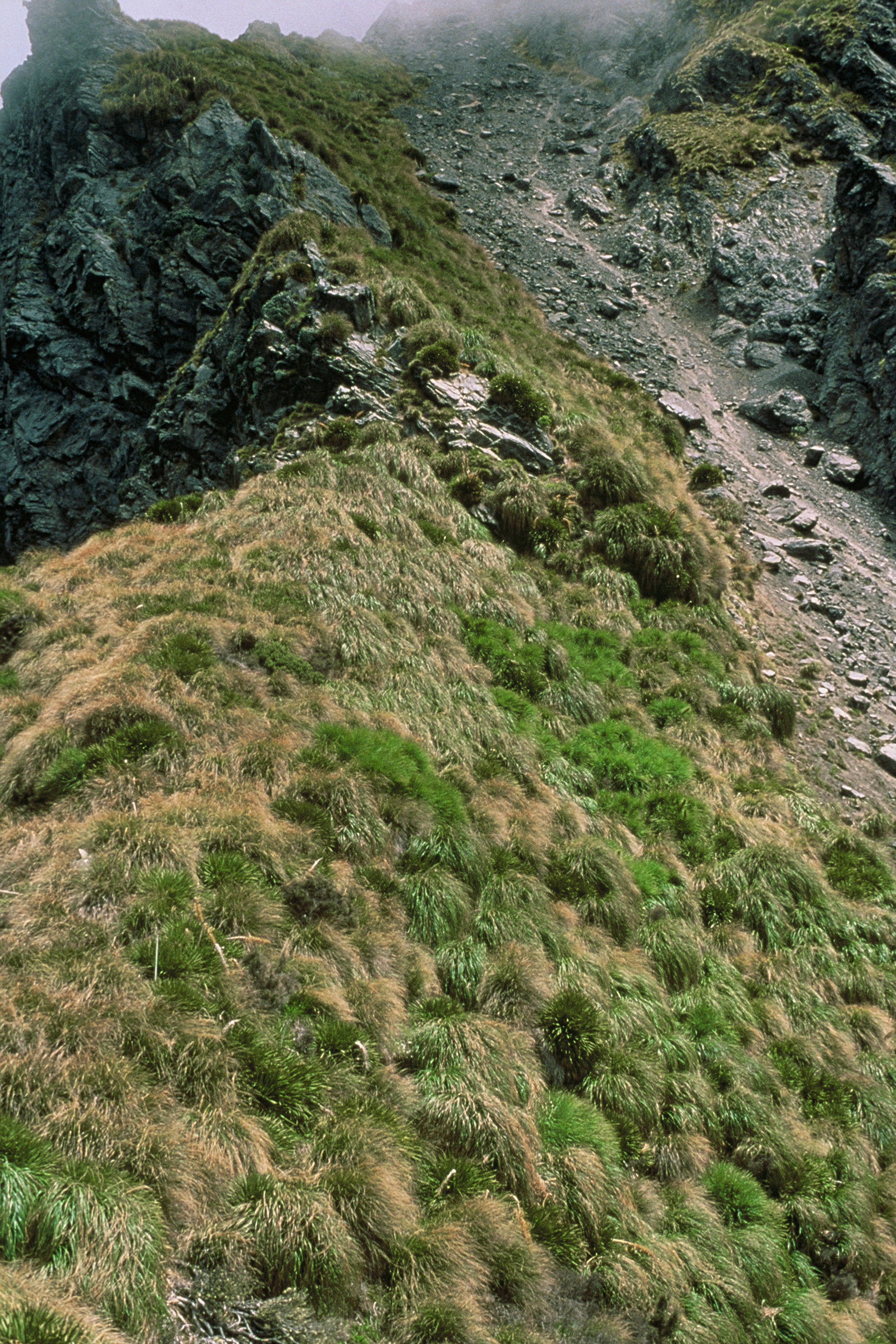
Hnízdní kolonie buřňáků se nachází ve strmých svazích pohoří Seaward Kaikōura, cca 20 km od moře

Buřňák Huttonův je jediným mořských ptákem na světě, který hnízdí v alpínském prostředí. V době hnízdění přilétá zahnízdit do pohoří Kaikōura (přesněji Seaward Kaikōura, čili část pohoří Kaikōura blíže k oceánu) na východě novozélandského Jižního ostrova do nadmořských výšek 1200–1800 m n. m. Celé pohoří je značně odlehlé pouze s několika málo cestami, a samotné kolonie buřňáků Huttonových jsou jen velmi těžko přístupné, mimo jakékoliv cesty a infrastrukturu. Kolonie se nachází v prudkých, částečně nestabilních svazích hor s řídkou vegetací. Kontrola kopytníků v oblasti nicméně přispěla k částečné obnově vegetace a tím i zlepšení stability svahu. Buřňáci se do svých kolonií vydávají na přelomu srpna a září, tedy koncem tamější zimy, kdy půda může být ještě pokrytá sněhem a buřňáci tedy musejí někdy čekat až měsíc, než sníh roztaje.

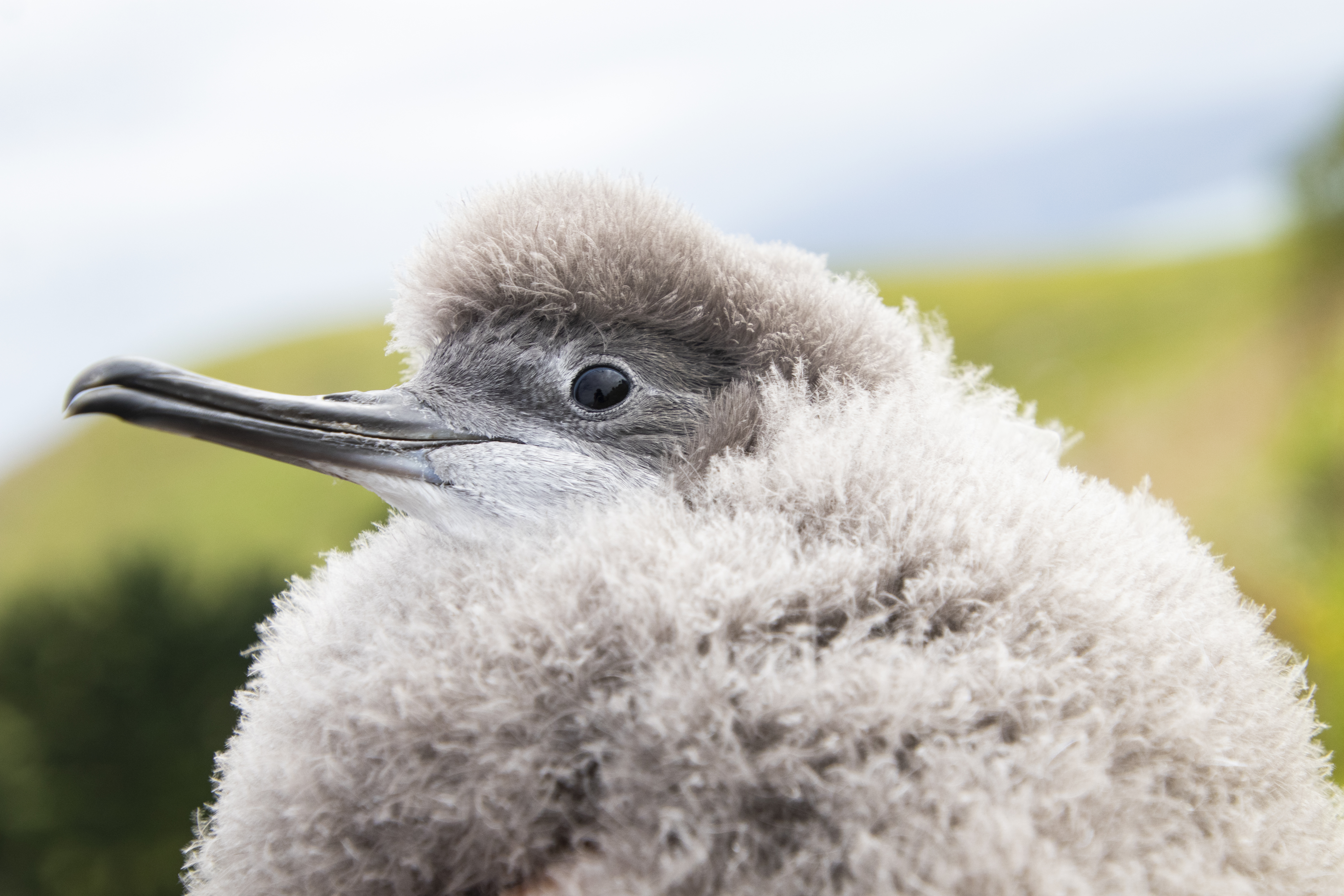
Mládě buřňáka Huttonova

Ke kladení vejce nejčastěji dochází mezi 25. říjnem a 18. listopadem, i když v době dlouhotrvající sněhové pokrývky se může kladení vajec výrazně posunout vpřed. Samice klade 1 bílé vejce elipsovitého tvaru o rozměrech 60×41 mm do předem vyhloubených nor. Nory bývají hluboké kolem jednoho metru a vedou paralelně s povrchem, čili strop bývá jen velmi tenký. Hustota nor se v různých částech kolonie může lišit, průměrně to je zhruba 0,5 nory na 1 m². Na vejcích se střídá samec i samice po dobu kolem 50–60 dní. Mláďata jsou semialtriciální a nidikolní, rodí se s otevřenýma očima. Mláďata zůstávají na hnízdě po dobu 75–94 dnů, což je v průměru delší doba než u ostatních zástupců rodu Puffinus. To je přičítána buďto horší dostupnosti potravy nebo vysokohorským podmínkám, se kterými se pojí vyšší energetické nároky (na vystoupání do kolonií, udržení mláďat v teple apod.). V této době jsou mláďata krmena rodiči, kteří tráví dny na moři sháněním potravy a odpočinkem a po setmění se vrací do kolonie. Před rozbřeskem kolonii opět opouští.

### Chování
K disperzi mláďat dochází vždy v noci. Při opouštění nory jsou mláďata již zcela samostatná. Podle dostupných dat se juvenilní jedinci po odletu z hnízda stahují do australských vod, kde se nachází velké množství potravy. Tam zůstávají dalších několik let, než se vrátí do Kaikōury poprvé zahnízdit. K formování párů dochází nejdříve ve 3 letech, k prvnímu zahnízdění ve 4–6 letech.
Dožívá se průměrně kolem 19 let a každoroční míra přežití se pohybuje kolem 93 %. V novozélandských vodách během hnízdění se buřňáci Huttonovi shlukují do velkých hejn, která se často mísí s buřňáky třepetavými. Taková smíšená hejna mohou dosahovat obřích rozměrů až o 20 tisících jedincích. Mimo hnízdění v australských vodách tvoří buřňáci Huttonovi spíše menší hejna, občas smíšena s jinými trubkonosými. Zatímco na moři jsou buřňáci Huttonovi většinou tiší, při přeletech nad koloniemi vydávají časté hlasité krákoravé skřeky.
Na souši patří k přirozeným predátorům buřňáků alpínský papoušek nestor kea, který byl pozorován při plenění nor a požírání mláďat.

### Potrava

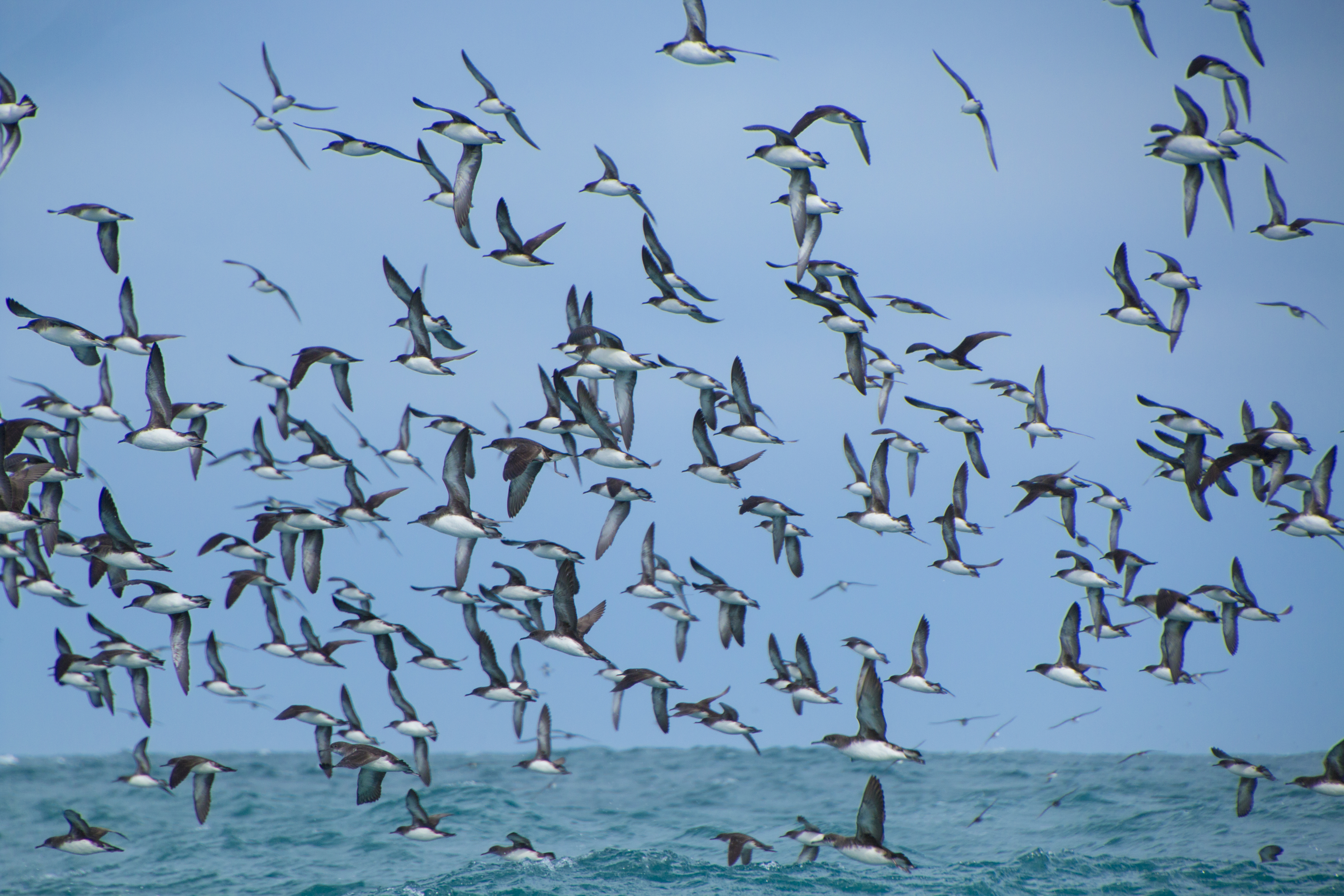
Buřňáci Huttonovi na moři

Krmí se korýši a malými rybkami, které sbírá pod vodou. Potápí se buď vertikálně, nebo jen těsně pod vodu a pak pokračuje souběžně s hladinou. Po hladinou buřňákům pomáhají v pohybu jejich částečně složená křídla. Občas potravu hledají i po dosednutí na hladinu, kdy za pomalého pohybu s hlavou ponořenou pod vodou hledají vhodnou kořist.
Podle výsledků studie sledující potravní chování buřnáků v době hnízdění se ptáci vydávají za potravou do mořských vod na jihozápad od Kaikōury až do oblastí kolem Banksova poloostrova, což je mnohem dále, než se původně myslelo. Potravu buřňáci sbírali v pobřežních i hlubokých vodách až do vzdálenosti 365 km od své kolonie. Délka takové lovné výpravy se pohybovala od 1–15 dnů a buřňáci během jedná výpravy naletěli 264–2157 km. Průměrná doba ponoru byla 23 vteřin a hloubka 7 m; nejdéle buřňák zůstal pod hladinou 71 vteřin a potopil se do hloubky 30 m. Další studie z roku 2020 o potravním chování buřňáků v době hnízdění přinesla podobné výsledky. Buřňáci se potápěli v průměru 69× za den, maximálně až 339× za jediný den.

## Rozšíření a populace

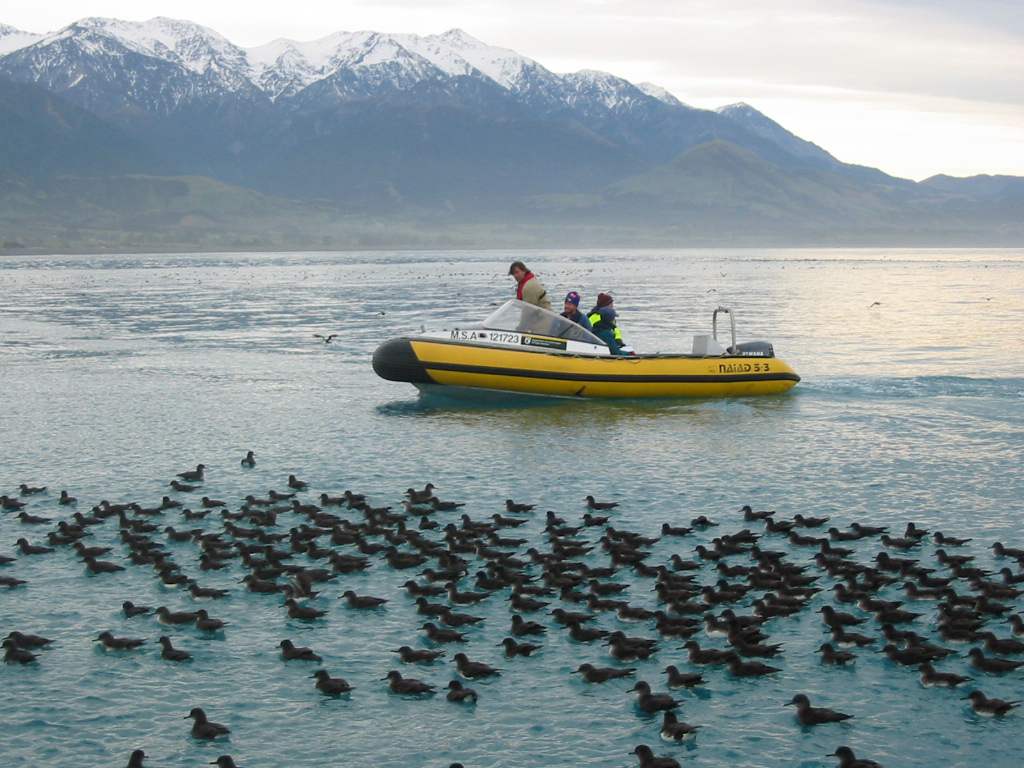
Buřňáci Huttonovi na moři

Jedná se o typické mořské ptáky, kteří tráví veškerý čas mimo hnízdění na moři a na souš přilétají pouze za účelem rozmnožování. Jsou známy pouze dvě hnízdní kolonie druhu, obě v novozélandském pohoří Seaward Kaikōura na východě Jižního ostrova. Větší kolonie se nachází v povodí řeky Kowhai (cca 106 tisíc párů, odhad k roku 2009), menší kolonie je v povodí potoka Shearwater (kolem 8 tisíc párů). Nad to existuje dalších cca 100 tisíc párů, kteří přilétají kolonii pouze navštívit počátkem hnízdního období, avšak nezahnizďují. Populace se zdá stabilní, nicméně následkem drastického úbytku buřňáků v průběhu 20. století je druh hodnocen Mezinárodním svazem ochrany přírody jako ohrožený taxon.
Pohyb buřňáků mimo hnízdní období není příliš znám. Buřňáci migrují na otevřené moře. Při nejmenším část populace se pohybuje v oceánských vodách kolem Austrálie. Někteří jedinci zimují i v severních částech Indického oceánu.

## Ohrožení a ochrana
Před příchodem osadníků evropského původu bylo v horách kolem Kaikōury nejméně 8–10 kolonií buřňáků Huttonových. Ve 20. století však byla většina z nich zničena zdivočelými prasaty, která byly na Nový Zéland dovlečena teprve až s příchodem Evropanů. Řádění prasat odolaly jen 2 kolonie buřňáků. Původní počty buřňáků Huttonových se odhadují v miliónech.

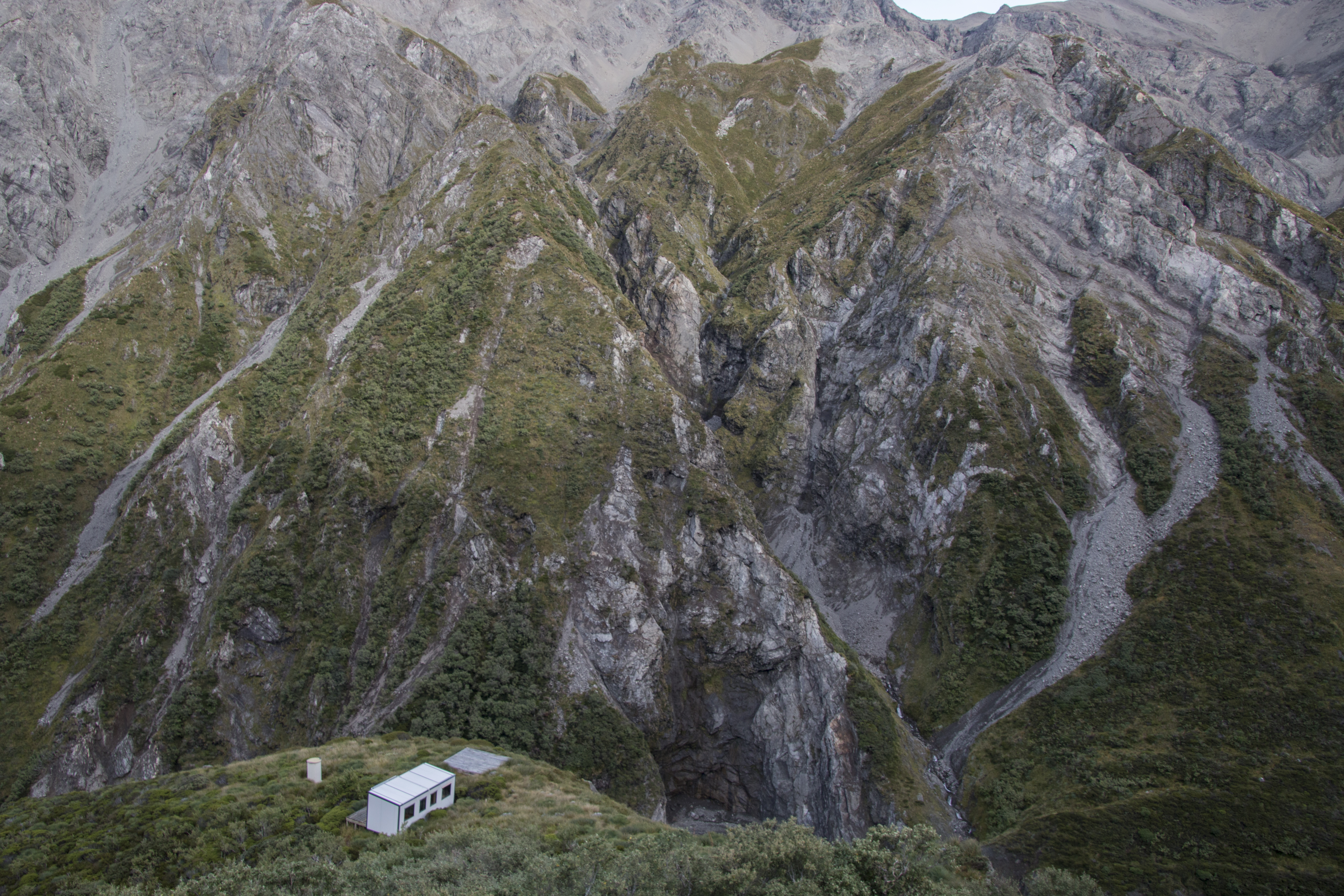
Výzkumné centrum u kolonie buřňáků Huttonových

Hlavně mláďata požírají hranostajové, kteří však překvapivě nepředstavují pro buřňáky Huttonovy zásadní hrozbu a mnohem větší hrozbu představují hlavně zmíněná zdivočelá prasata, která jsou v oblasti stále přítomna, a částečně i kopytníci (jeleni, kamzíci), kteří se po okolních horách prohání. Vedle introdukovaných savců představují hrozbu druhu i světelné znečištění nedaleké Kaikōury, jelikož světla lákají mláďata buřňáků, kteří své první lety někdy končí v těchto světlech místo na moři. Dezorientovaným ptákům poté pomáhají místní dobrovolníci, kteří je převáží a vypouští na moři. V Kaikōuře dokonce vznikají iniciativy, které volají po přísnější kontrole světelného znečištění. Sesuvy půdy během kaikōurského zemětřesení v roce 2016 způsobily zánik 10–15 % nor buřňáků. Další hrozby druhu zahrnují potenciální ropné skvrny, výkyvy v dostupnosti potravy následkem klimatických změn i nadměrného rybolovu, znečištění moří plasty nebo otravy těžkými kovy.
K ochranným prostředkům druhu patří vědecký výzkum, kontrola savců v okolí kolonií a vzdělávání místního obyvatelstva. V roce 2005 byla na kaikōurském poloostrově založena další, 3. kolonie buřňáků s názvem Te Rae o Atiu, do které byly v následujících letech přemístěni ptáci z hlavní kolonie nad řekou Kowai. K prvnímu zahnízdění v nové kolonii došlo v roce 2010. V roce 2008 byl založena charitativní organizace The Hutton’s Shearwater Charitable Trust, která pomáhá s koordinací projektů na ochranu buřňáků. V čele organizace stojí Geoff Harrow, který buřňáky znovu objevil v roce 1965, a který se již přes 50 let angažuje v ochraně druhu.

## Odkaz v kultuře
Kolonie buřňáků byla v minulosti hojně navštěvována domorodými Maory, kteří v době hnízdění přicházeli s kelpovými taškami, do kterých sbírali mláďata. Ta domorodcům poskytovala cenný zdroj bílkovin.